# تونگالا
تونگالا (به انگلیسی: Tongala) یک شهرک در استرالیا است که در ویکتوریا (استرالیا) واقع شده‌است.